# Clidemia juruensis
Clidemia juruensis är en tvåhjärtbladig växtart som först beskrevs av Pilg., och fick sitt nu gällande namn av Henry Allan Gleason. Clidemia juruensis ingår i släktet Clidemia och familjen Melastomataceae. Inga underarter finns listade i Catalogue of Life.